# Live in Japan '66
Live in Japan '66 es un álbum en vivo de la banda de rock estadounidense The Beach Boys, que contiene una grabación de una actuación del 13 de enero de 1966 en Sankei Hall, Osaka, Japón. Fue editado en disco de vinilo por el sello Rox Vox en 2016.

## Historia
Mientras la banda estaba embacada en una gira por el país asiático, Brian Wilson se encontraba elaborando lo que sería su innovadora obra Pet Sounds. Los beach boys restantes, Mike Love, Al Jardine, Dennis Wilson, Carl Wilson y Bruce Johnston comenzaron 1966 volando a Japón en una gira que duró del 7 al 23 de enero. El concierto de Sankei Hall del 13 de enero fue transmitido por Radio NHK. El álbum incluye una pequeña entrevista de la banda.

## Lista de canciones
Todas las canciones escritas y compuestas por Brian Wilson y Mike Love, excepto donde está indicado. 
| Lado A | |          |  |
| N.º    | Título                                                                                                  | Duración |  |
| 1.     | «Fun, Fun, Fun»                                                                                         |          |  |
| 2.     | «Little Honda»                                                                                          |          |  |
| 3.     | «Little Deuce Coupe / Shut Down / Surfin' USA» (Brian Wilson, Roger Christian, Chuck Berry y Mike Love) |          |  |
| 4.     | «Surfer Girl» (B. Wilson)                                                                               |          |  |
| 5.     | «Papa-Oom-Mow-Mow» (Carl White, Al Frazier, Sonny Harris y Turner Wilson Jr.)                           |          |  |
| 6.     | «Hawaii»                                                                                                |          |  |
| 7.     | «You've Got To Hide Your Love Away» (Lennon—McCartney)                                                  |          |  |

| Lado B |                                       |          |  |
| N.º    | Título                                | Duración |  |
| 1.     | «Monster Mash» (Bobby Pickett)        |          |  |
| 2.     | «Help Me Rhonda» (B. Wilson)          |          |  |
| 3.     | «California Girls»                    |          |  |
| 4.     | «Barbara Ann» (Fred Fassert)          |          |  |
| 5.     | «I Get Around»                        |          |  |
| 6.     | «Johnny B. Goode» (Chuck Berry)       |          |  |
| 7.     | «Interview in Japan» (The Beach Boys) |          |  |

## Créditos
The Beach Boys
- Al Jardine: voz, coros y guitarra eléctrica
- Mike Love: voz y coros
- Bruce Johnston: voz, coros y bajo eléctrico
- Carl Wilson: voz, coros y guitarra eléctrica
- Dennis Wilson: batería, voz y coros

## Enlaces
- Datos: Q39081277